# Haroldaphodius binodulus
Haroldaphodius binodulus är en skalbaggsart som beskrevs av Edgar von Harold 1866. Haroldaphodius binodulus ingår i släktet Haroldaphodius och familjen Aphodiidae. Inga underarter finns listade i Catalogue of Life.